# Famille du Authier
Pour les articles homonymes, voir Authier (homonymie).
 (août 2024).
Si vous disposez d'ouvrages ou d'articles de référence ou si vous connaissez des sites web de qualité traitant du thème abordé ici, merci de compléter l'article en donnant les références utiles à sa vérifiabilité et en les liant à la section « Notes et références ».
La famille du Authier est une ancienne famille subsistante de la noblesse française d'extraction chevaleresque (1334).

## Origine
La famille du Authier (autrefois sans la particule et sous diverses orthographes: Autier, Osthier, Oustier, Hauthier, en latin Auterii)  est une ancienne famille de la noblesse française originaire du Limousin. Connue depuis le milieu du XIIIe siècle, elle possédait dans la paroisse de Coussac-Bonneval les seigneuries de La Bastide, Foussadias, La Faye, La Chourière et Leyssard. Les armes (de gueules à la bande d'argent) de Raoul et Guillaume du Authier, du Limousin, qui vivaient en 1248 sont présentes dans la 4e salle des Croisades du château de Versailles.

## Membres
- Bertrand du Authier (fl. 1258-1291), chanoine et chantre de l'église collégiale de Saint-Yrieix.
- Louis du Authier, chevalier (fl. 1330-1357), fils de Hélie du Authier (1292).
- Louis du Authier, Gentilhomme de Coussac, seigneur du repère noble de la Bastide, est l'un des cent quarante écuyers de la compagnie de messire Guillaume Le Bouthillier, chevalier bachelier. Père du suivant.
- Aimar du Authier (fl. 1427-1477), damoiseau, seigneur de la Bastide etc., obtient de Jean de Bretagne, en considération des services rendus, la permission de fortifier son château.
- Le roi Louis XI donne à son fils Antoine du Authier (fl. 1462-1495), homme de guerre, une commission importante en l'employant à la garde de Bordeaux menacée par les Anglais, et lui accorde en 1480 des lettres de sauvegardes pour son châteaux et propriétés.
- Gabriel du Authier (+ 1623), écuyer seigneur de la Bastide etc., commandant de la ville et baronnie de Beauville (1585).
- Jean du Authier (+ 1687), écuyer seigneur de la Bastide etc., gentilhomme de l'escadron du Limousin au sein de l'armée d'Allemagne commandée par le vicomte de Turenne.
- Jean du Authier, comte du Authier (1747-1810), seigneur de la Brugère etc., mestre de camp, colonel-commandant du régiment Penthièvre-dragons, émigré. Chevalier de Saint-Louis (1782) et de l'ordre royal de Notre-Dame du Mont-Carmel et de Saint-Lazare de Jérusalem. Admis aux honneurs de la Cour en 1777.
- Henri du Authier (ca 1750°), vicomte du Authier, frère du précédent, gentilhomme de la duchesse douairière d'Orléans. Présenté au roi par le duc de Penthièvre en 1778 comme capitaine de ses gardes. Chevalier de l'ordre de Saint-Jean de Jérusalem. Frère du précédent.
- Jean du Authier (ca 1750°), grand-vicaire de Rennes, chanoine de Notre-Dame de Paris, prieur de Saint-Thomas d'Épernon et de Naillac. Frère du précédent.
- Gaucher du Authier (1741-1794), chevalier seigneur de Pérusses, Peyrussat et de La Vallade, garde du corps du roi, chevalier de Saint-Louis.
- Jean-Baptiste du Authier (1745-1810), chevalier comte du Authier, seigneur de la Brugère, chevalier de Saint-Louis.
- Léonard Elie Jean Jacques Victor du Authier (1821-1907), chef d'escadron de hussard, officier de la légion d'honneur.